# Wetar
Wetar je ostrov v Indonésii. Nachází se přes 50 kilometrů severně od Timoru v souostroví Kepulauan Barat Daya (Jihozápadní ostrovy) a patří k provincii Moluky. U jeho pobřeží leží menší ostrůvky Gunungapi Wetar, Liran, Reong a Romang. Má rozlohu 3626 km² a žije na něm okolo devíti tisíc obyvatel, hlavním městem je Ilwaki. Ostrované hovoří wetarštinou a galoli, které patří mezi malajsko-polynéské jazyky, vyznávají islám a křesťanství. Ostrov leží stranou dopravních cest a je jen výjimečně navštěvován turisty, prezidentským dekretem byl zařazen na seznam devadesáti dvou odlehlých ostrovů Indonésie, vyžadujících zvláštní pozornost.
Pobřeží ostrova je lemováno korálovými útesy, vnitrozemí je kopcovité, nejvyšší bod má 1412 metrů. Má tropické monzunové podnebí, většina území je pokryta pralesem, stromy shazují listí v období sucha. Wetar patří k regionu Wallacea, který se vyznačuje množstvím endemických živočišných druhů, jako je např. krajta vodní. Těží se zlato a měď, pěstuje ságo, v okolním moři se loví želvy a sumýši.